# Lorelei Lee
Lorelei Lee (Nueva York, 2 de marzo de 1981) es el nombre artístico de una actriz y escritora pornográfica estadounidense.

## Biografía
Debutó en la industria del sexo a la edad de 19 años, derivando su nombre artístico del personaje de Marilyn Monroe en Gentlemen Prefer Blondes.
Se graduó de la Universidad Estatal de San Francisco en 2008, y más tarde realizó una maestría en escritura creativa en la Universidad de Nueva York. Fue galardonada por Fundación Nacional para el Avance en las Artes con una "beca youngARTS". Es sobre todo conocida por sus actuaciones como modelo fetiche y bondage, particularmente en el sitio web pornográfico Kink.com, donde también ha trabajado como directora.
En 2006, escribió el texto de la página central para el calendario Ten Pictures and Two Pin-Ups de Sara Thrustra. Junto con su modelo y directora Kink, Princess Donna, Lee fue el tema de la película independiente de Brian Lilla, A Tale of Two Bondage Models, que apareció en el Festival de Cine de Tribeca en 2008. Ese mismo año, apareció en el documental 9to5 - Days in Porn y también realizó una gira nacional como parte de la "Exposición de arte de trabajadoras sexuales" con otros miembros prominentes de la comunidad de kink y movimiento prosexo. En 2009, Lee apareció en Graphic Sexual Horror, un documental sobre Insex, un sitio web sobre bondage.
Más tarde ese año, fue la actriz principal y protagonista del cortometraje Lorelei Lee, que fue dirigido por Simon Grudzen y Jesse Kerman y se presentó en el Festival de cine documental Big Sky. La película recibió múltiples premios en el Festival internacional Hot Docs Canadian de documentales, que incluye Mejor dirección, Mejor puntuación original y Mejor uso de temas sociales/Género político. En 2010, Lee publicó un ensayo, "I'm Leaving You" en Off the Set: Porn Stars and Their Partners, un libro de fotografía documental de Paul Sarkis que explora las relaciones románticas fuera de la pantalla de diez parejas que actúan en el porno. y que muestra fotos de Lorelei con su pareja en ese momento.
En mayo de 2011, Variety anunció la producción de About Cherry, una película independiente escrita por Lee junto a Stephen Elliott, dirigida por el mismo Elliott y protagonizada por Ashley Hinshaw, James Franco, Heather Graham y Lili Taylor. La película se estrenó en el Festival Internacional de Cine de Berlín de 2012.
La revista Hustler clasificó a Lee en el puesto octavo en su lista de 2011 de las 10 mejores estrellas porno más inteligentes.
A partir de 2016, Lee enseña a escribir en la Universidad de Nueva York y en el Centro para el Sexo y la Cultura de San Francisco.
Lee se identifica como queer y ha estado casado con un hombre trans desde 2012.

## Premios y nominaciones
| Año  | Ceremonia   | Resultado | Categoría                                   | Trabajo                    |
| ---- | ----------- | --------- | ------------------------------------------- | -------------------------- |
| 2015 | Premios AVN | Nominada  | Best Director – Parody                      | Barbarella: A Kinky Parody |
| 2015 | Premios AVN | Nominada  | Best Screenplay – Parody                    | Barbarella: A Kinky Parody |
| 2015 | Premios AVN | Nominada  | Most Outrageous Sex Scene (with Dylan Ryan) | Barbarella: A Kinky Parody |
| 2015 | Premios AVN | Nominada  | Best Web Director                           | —                          |
| 2015 | FSC Award   | Ganadora  | Woman of the Year                           | —                          |